# Франц Новак
Франц Новак (нім. Franz Novak; 10 січня 1913 — 21 жовтня 1983) — австрійський нацист, гауптштурмфюрер СС. Один з організаторів депортацій євреїв. 

## Біографія
У 1929 року вступив в Гітлер'югенд, в 1933 році — у НСДАП. У липні 1934 року брав участь в антиурядовому виступі нацистів в Австрії, що закінчився вбивством канцлера Енгельберта Дольфуса. Після провалу путчу втік до Німеччини. Після аншлюсу повернувся до Відня, де був включений до місцевого відділу СД і став старшим офіцером Центральної служби у справах єврейської еміграції, очолюваної Адольфом Айхманом. Один з найближчих співробітників Айхмана, який постійно надавав Новаку заступництво. Брав участь в організації депортацій євреїв з гетто і країн Західної Європи в концтабори та табори смерті. У 1944 році грав важливу роль в зондеркоманді Айхмана в Угорщині. Після війни переховувався під чужим ім'ям в Австрії. У 1957 році знову став жити під своїм ім'ям, але австрійська поліція не вжила проти нього ніяких заходів. Тільки після процесу Айхмана, де ім'я Новака було названо у зв'язку з «остаточним вирішенням єврейського питання», він в 1961 році був заарештований. У 1964 році засуджений до 8 років тюремного ув'язнення. У 1966 році звільнений.